# Kanton Dun-sur-Auron
Dun-sur-Auron is een kanton van het Franse departement Cher. Het kanton maakt deel uit van het arrondissement Saint-Amand-Montrond.

## Gemeenten
Het kanton Dun-sur-Auron omvatte tot 2014 de volgende 12 gemeenten:
- Bussy
- Chalivoy-Milon
- Cogny
- Contres
- Dun-sur-Auron (hoofdplaats)
- Lantan
- Osmery
- Parnay
- Raymond
- Saint-Denis-de-Palin
- Saint-Germain-des-Bois
- Verneuil

Bij de herindeling van de kantons door het decreet van 21 februari 2014 met uitwerking op 22 maart 2015 werden daar volgende 20 gemeenten aan toegevoegd :
- Arpheuilles
- Augy-sur-Aubois
- Bannegon
- Bessais-le-Fromental
- Charenton-du-Cher
- Chaumont
- Coust
- Givardon
- Grossouvre
- Mornay-sur-Allier
- Neuilly-en-Dun
- Neuvy-le-Barrois
- Le Pondy
- Sagonne
- Saint-Aignan-des-Noyers
- Saint-Pierre-les-Étieux
- Sancoins
- Thaumiers
- Vereaux
- Vernais